# Bernard II. Zanne
Bernard II. Zanne (Venecija, o. 1450. – Rim, 1517.), talijanski svećenik i splitski nadbiskup i metropolit (1503. – 1514.). Rođen je u uglednoj obitelji koja je svojoj prošlosti davala pape i kardinale. Bio je doktor filozofije i magistar teologije, te humanist i vrlo obrazovana osoboa. Tijekom nadbiskupovanja u Splitu pripadao je splitskom humanističkom krugu u kojem je značajna osoba bio i književnik Marko Marulić, njegov suvremenik.
Napisao je i tiskao u 1505. u Veneciji djelo "Tri metafizička pitanja" (lat. Tres metaphisicae quaestiones). Službovao je u Splitu u vrijeme velike osmanske opasnosti zbog čega je tražio pomoć od Venecije. Godine 1515. održao je znameniti protuturski govor na zasjedanju Petog lateranskog općeg sabora kojeg je sazvao papa Julije II.